# Константин Илиев (драматург)
Вижте пояснителната страница за други личности с името Константин Илиев.
Константин Илиев Илиев е български драматург, белетрист и преводач.

## Биография и творчество
Роден е на 16 октомври 1937 г. Горно Павликене, Ловешко. Завършил е немска филология в Софийския университет „Св. Климент Охридски“. Специализира театрознание в Хумболтовия университет в Берлин, където защитава докторска дисертация върху драматургията на Фридрих Дюренмат. Работи като драматург Драматичен театър „Н. Й. Вапцаров“ в Благоевград и Театър „София“. От 1995 г. до 2007 г. е главен драматург на Народния театър „Иван Вазов“.
Превежда от немски език (Бертолт Брехт, Георг Бюхнер). Негови пиеси са поставяни в Австрия, Англия, Естония, Северна Македония, Полша, Русия, Словакия, Франция.

## Пиеси
- Мъка по цветовете (1961)
- През октомври без теб (1968)
- Цар Шушумига (1968, за куклен театър)
- Музика от Шатровец (1971)
- Прозорецът (1977)
- Босилек за Драгинко (1978)
- Великденско вино (1979)
- Нирвана (1982)
- Одисей пътува за Итака (1984)
- Червено вино за сбогом (1989)
- Куцулан или Вълча Богородица (1994)
- Франческа (1999)
- Бетовен 21 (2006)
- Златни мостове и Секвоя (2011)
- Наблюдателите (2015)

## Проза
- Френско магаре (1988) – роман
- Поражението. Хроника от краткото столетие (2003) – автобиографична книга
- Паметта на гарвана – Текстове за театър, драматургия и политика (2005)
- Великденско вино и Франкенщайн (2015) – публицистика

## Признание и награди
Романът му „Поражението“ е вторият носител на Наградата за съвременна българска художествена проза „Хеликон“ (2003), а след това печели и националната литературна награда „Елиас Канети“ (2005).
Носител е също на национални награди за драматургия, на международната Хердерова награда за цялостно творчество (1996), както и на наградата „Христо Г. Данов“ за цялостен принос към българската книжовна култура (2012).
На 24 май 2017 г. е удостоен с наградата „Аскеер“ за цялостен принос в театралното изкуство.
Почетен граждани на Ловеч от 15 февруари 2018 г. „за приноса му в българската драматургия и издигане престижа на град Ловеч“.